# Vandendriesscheite
La vandendriesscheite è un minerale di piombo e uranio, rinvenuto a Shinkolobwe (Katanga) e descritto da Johannes Vaes nel 1947.

Prende il nome in onore di A. Vandendriessche.

## Origine e giacitura
Nelle zone di ossidazione dell'uraninite

## Forma in cui si presenta in natura
In piccoli cristalli a barilotto caratteristici talora pseudoesagonali, comunemente in aggregati densi microcristallini.

## Località di ritrovamento
Rinvenuta in cristalli microscopici a Shinkolobwe (Katanga), associata a fourmarierite, rutherfordine, schoepite ed epi-ianthinite, ecc
Altri luoghi ove è stato trovato il minerale sono:
- Sotto forma di incrostazioni di microcristalli nella Val Daone (Trento), come pseudomorfosi su cristalli di uraninite nelle pegmatiti del New England, della Carolina del Nord, nelle Black Hills del Dakota del Sud. Inoltre il minerale è stato trovato in numerose pegmatiti europee, africane e asiatiche.

## Caratteristiche chimico-fisiche
- Indice di rifrazione[1]:
  - α: 1,780
  - β: 1,850
  - γ: 1,860
- Tenere i campioni al riparo dalla polvere[1]
- Densità di elettroni: 4,60 gm/cc
- Indice di fermioni: 0,02[2]
- Indice di bosoni: 0,98[2]
- Fotoelettricità: 2012,41 barn/elettrone[2]
- Radioattività[2]:
  - GRapi: 4 827 384.62 (Gamma Ray American Petroleum Institute Units)
  - Concentrazione di unità GRapi di Vandendriesscheite : 207,15 (PPB)
  - La radioattività della Vandendriesscheite è definità in 49 CFR 173.403 più grande di 70 bq/gr
- Massima birifrangenza: δ; 0,080[3]
- Dispersione: {\displaystyle r<v} distinta[3]
- Pleocroismo[3]
  - X: quasi incolore
  - Y:Z: da arancio-giallastro a giallo oro